# Железнодорожный транспорт в СССР

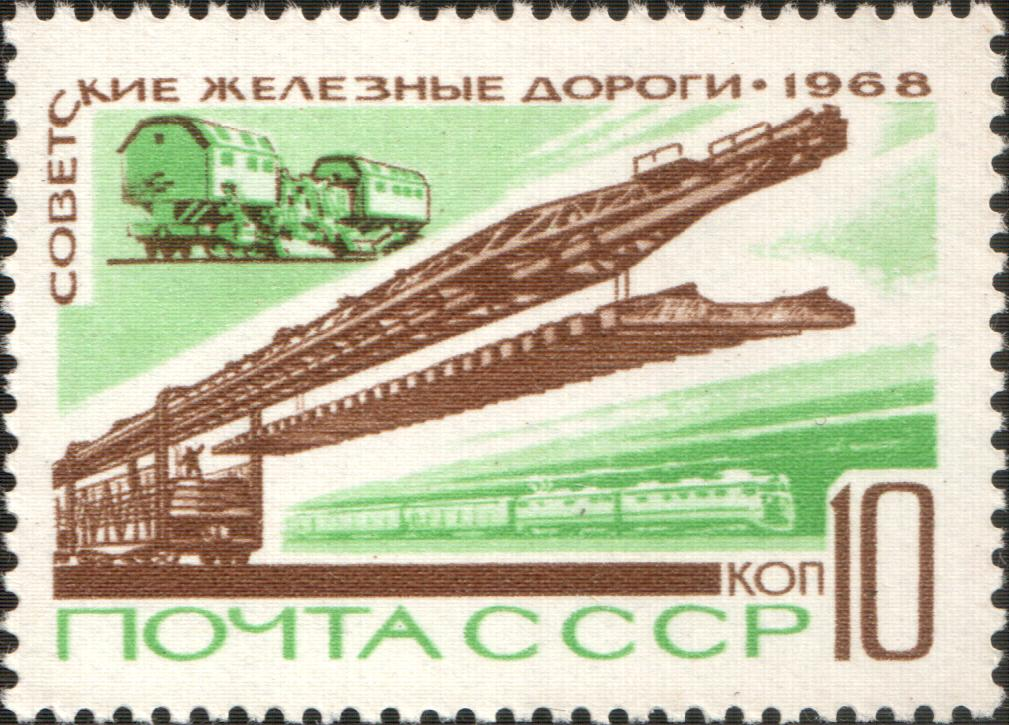
Марка СССР, 1968 г.: Укладочный кран и балластораспределительная машина на фоне железнодорожного состава (строительство и эксплуатация железных дорог). Серия: Железнодорожный транспорт СССР.

Железнодорожный транспорт в Союзе Советских Социалистических Республик  — сеть железных дорог различного назначения и их сопутствующая инфраструктура Союза Советских Социалистических Республик (1922—1991 гг.). Занимал ведущее место в транспортной системе страны, перевозя около 80 % всех грузов и от 40 % до 90 %, в различные годы, пассажиров.
По объёму грузоперевозок являлся крупнейшей железнодорожной сетью мира, по протяжённости путей занимал 2-е место после Соединённых Штатов Америки.
Исторически был продолжением развития железнодорожного транспорта Российской империи, после 1991 года территориально разделился между независимыми государствами бывшего СССР. Основная часть перешла к России.

## Общая характеристика
Основу железнодорожного транспорта СССР составляла сеть магистральных железных дорог, по которым перевозилось большинство грузов. Их общая протяжённость, за время существования СССР возросла в 2 раза с 72 до 147 тысяч километров увеличиваясь со средним приростом около 1000 километров в год. Помимо магистральных дорог, значительную протяжённость составляли, также, подъездные железнодорожные пути общей развёрнутой длиной 151 тыс. км., которые обслуживали 45 тысяч промышленных предприятий и объединений и более 57 тысяч колхозов, совхозов и межхозяйственных предприятий (некоторые из этих путей были узкоколейными). Среди городского железнодорожного транспорта, значительную роль играл трамвай и метро, которое начало строиться с 1935 года.
Управление железнодорожным транспортом отличалось жёсткой централизацией, осуществляемой по 4-х ступенчатой системе: Министерство путей сообщения СССР — железная дорога — отделение дороги — линейное предприятие. Вся железнодорожная сеть была разделена по территориальному принципу на 32 железные дороги (1980 год), вмешательство в их деятельность со стороны нежелезнодорожных организаций исключалось. Железнодорожный транспорт был включён в общую транспортную систему СССР и осуществлял, помимо внутренних перевозок, также международные транзитные контейнерные транссибирские перевозки между странами Европы и Дальнего Востока.
Помимо строительства новых линий, в советский период сделана техническая модернизаций путей и подвижного состава. Все значимые магистрали сделаны двухпутными, пути усилены с переходом на тяжёлые рельсы и бетонные шпалы, все напряжённые по перевозкам магистрали электрифицированы, ликвидированы 2-осные вагоны, введена автосцепка, исключена паровозная тяга, внутри страны выпускался весь спектр вагонного и локомотивного парка. Благодаря широкому внедрению автоматики, связи и диспетчеризации, средняя грузонапряжённость железнодорожных перевозок достигла 40 млн ткм брутто/км в год (при пиковых значениях на некоторых участках до 160 млн ткм брутто/км в год.), этот показатель был самым высоким в мире и в несколько раз превышал грузонапряжённость железных дорог Западной Европы. Наибольшего максимума железнодорожные перевозки достигли в 1988 году (4097,4 млн т.), затем начался постепенный спад (3857,0 млн т — 1990 г.). По перевозке пассажиров, железные дороги внутри СССР держали абсолютное лидерство до 1950-х годов, затем рост пассажирооборота по железным дорогам замедлился и в конце 1970-х первенство перехватил автомобильный транспорт.
К моменту распада СССР сеть железных дорог составила:
- эксплуатационная длина 147,4 тыс. км;
- развёрнутая длина главных путей 204,9 тыс. км;
- станционных 97,1 тыс. км;
- электрифицированных линий 55,2 тыс. км
- протяжённость пути с бесстыковыми рельсами 62,9 тыс. км.[4].

## Состояние железных дорог на 1917 год
Своё начало железные дороги СССР берут от железных дорог Российской империи. Уже 8 ноября 1917 года был создан Народный комиссариат путей сообщения, первым Народным комиссаром стал Марк Елизаров.

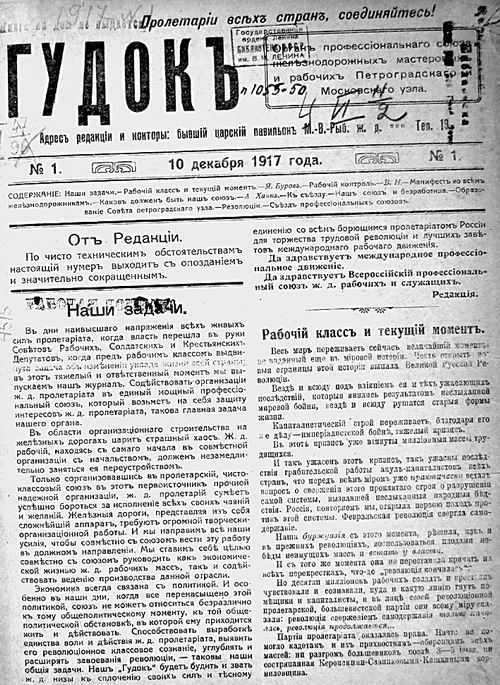
Первый номер газеты «Гудок»

В 1917 году вышел первый номер отраслевой газеты «Гудок».
В 1918 году железные дороги принадлежавшие до этого казне Российской империи, акционерным обществам и частным владельцам были национализированы и переданы в ведение НКПС. Казённые дороги были национализированы в апреле 1918, а частные в сентябре.
Сеть железных дорог, доставшаяся от царской России состояла в основном из линий с шириной колеи 1524 мм. Кроме того, ряд линий имели ширину колеи 1000 мм (некоторые линии Рязано-Уральской, Северных), 750 мм.
В годы Первой мировой войны, несмотря на предпринимаемые правительством Российской империи меры по улучшению положения дел в железнодорожном хозяйстве (закупка подвижного состава, строительство новых железных дорог, регулирование перевозок) положение дел на железнодорожном транспорте постоянно ухудшалось. Ввиду усиленной эксплуатации и военных действий сокращалось количество вагонов и паровозов. Новые паровозы и вагоны практически не поступали, так как заводы в условиях кризиса не могли выполнять заказы. Ухудшилось состояние верхнего строения пути, техническое состояние искусственных сооружений. К 1917 году железнодорожный транспорт России находился в состоянии глубокого кризиса. Начавшаяся Гражданская война только ухудшала положение дел. С конца апреля 1917 года разруха на транспорте нарастала быстрыми темпами.
Учитывая важность нормализации работы железных дорог II Всероссийский съезд советов рабочих и солдатских депутатов 26 октября 1917 года принял обращение «Ко всем железнодорожникам», в котором призывал их принять меры по сохранению полного порядка на железных дорогах, обеспечению беспрепятственного пропуска продовольствия в города и на фронт.
В условиях Гражданской войны на железных дорогах страны было разрушено 86 железнодорожных мостов, выведено из строя до 70 % паровозов, 15 тысяч вагонов. Движение дезорганизовано, так как телефонные и телеграфные линии связи были нарушены, аппараты для связи сломаны или украдены.
С целью нормализации положения на железнодорожном транспорте, для обеспечения продвижения воинских эшелонов, подвоза топлива и продовольствия к городам, 28 ноября 1918 года было введено военное положение. На железные дороги были назначены чрезвычайные комиссары, имеющие особые полномочия. Комиссары подчинялись наркому путей сообщения. Железнодорожники на время действия положения считались призванными на военную службу.

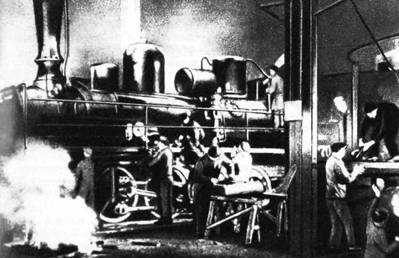
Субботник в депо Москва-Сортировочная 12 апреля 1919 года

В начале 1919 года положение на транспорте всё ещё оставалось угрожающим. Для усиления влияния партии большевиков на массы железнодорожных рабочих, ЦК РКП(б) решил направить 5000 коммунистов на транспорт. 12 апреля 1919 года силами тринадцати коммунистов и двоих сочувствующих в депо Москва-Сортировочная Московско-Казанской железной дороги был организован первый субботник. За ночь удалось отремонтировать в объёме текущего ремонта железодожного тягового подвижного состава три паровоза серии Ов.

Массовый субботник на Московско-Казанской железной дороге

10 мая 1919 состоялся первый массовый (205 чел.) коммунистический субботник на Московско-Казанской железной дороге, который стал поводом для статьи В. И. Ленина «Великий почин (О героизме рабочих в тылу. По поводу „коммунистических субботников“)», впервые опубликованной отдельной брошюрой в июле 1919 года.
С 25 марта по 10 декабря 1920 года НКПС возглавлял Л. Д. Троцкий. Он писал:

«…к весне 1920 г. Процент больных паровозов должен дойти до 75 %. Так утверждали лучшие специалисты. Железнодорожное движение теряло при этом всякий смысл, так как при получении 25 % полуздоровых паровозов можно было лишь обслуживать потребности самих железных дорог, живших на громоздком древесном топливе».

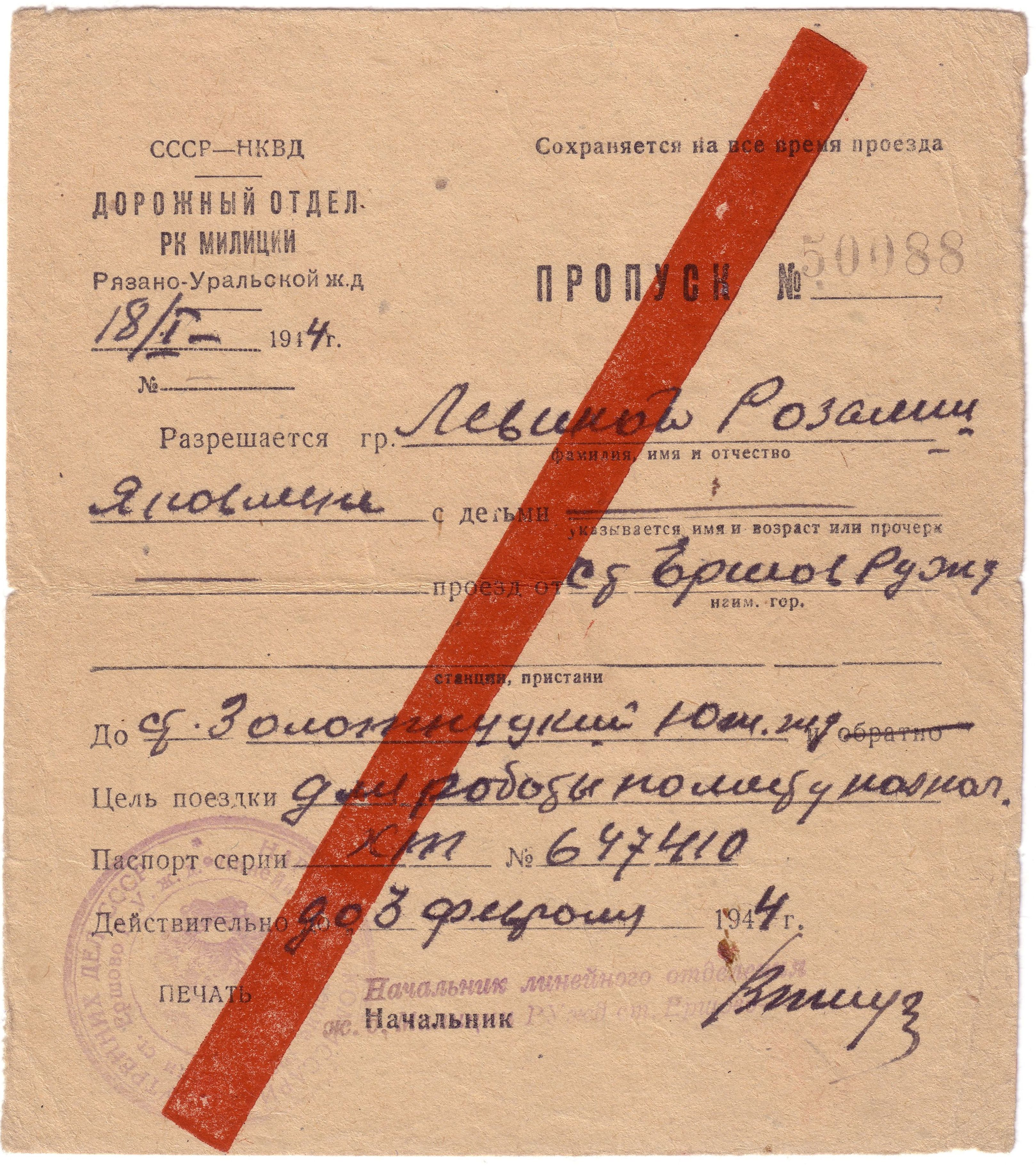
Военный пропуск на право проезда по железным дорогам СССР. ВОВ, 1944

Ущерб нанесённый железнодорожному транспорту в годы Гражданской войны заставил разместить в 1920 году заказ на производство 1200 паровозов за рубежом, главным образом на заводах Германии и Швеции. Организацией заказа паровозов за границей ведала Российская железнодорожная миссия во главе с Ю. В. Ломоносовым. Были значительно повышены заработные платы: в августе 1923 года средняя заработная плата железнодорожника составляла 14,14 рублей, в декабре 1923 года средняя заработная плата железнодорожника была 26,63 рублей.
Железнодорожное хозяйство присоединённых в 1940 году трёх Прибалтийских государств находилось в неудовлетворительном состоянии: около 20 лет не проводился капитальный ремонт путевого хозяйства, требовал обновления паровозный парк.
В апреле 1941 года особо остро стал вопрос нехватки подвижного состава. Одной из причин этой нехватки был значительный простой вагонов на погрузочно-разгрузочных операциях.

## Железные дороги в годы Великой Отечественной войны
В период войны железнодорожный транспорт СССР сыграл исключительно большую роль, являясь главным видом транспорта для дальних перевозок и выполняя сложные транспортные задачи в жёстких условиях военного времени. Основными из них были:
- Огромная по масштабам эвакуация населения, промышленных и материальных ценностей из западных районов страны на Восток, проведённая в 1941-42 годах.
- Снабженческое обеспечение крупных войсковых операций, в которых перевозка бронетехники, боеприпасов, топлива и значительной части войск осуществлялось железнодорожным транспортом.
- Обеспечение транспортных потребностей народного хозяйства и промышленности.

Помимо транспортных задач, железнодорожники выполняли ремонтно-восстановительные работы на подвижном составе, путях и мостовых переходах. Это объяснялось тем, что многие ремонтные заводы перешли на выпуск военной продукции.
Обеспечение эвакуации
Основную тяжесть эвакуационных перевозок, проведённых в первые месяцы войны, приняли на себя железные дороги. Общий их объём составил более 1,5 миллионов вагонов, или 30 тыс. поездов, в отдельные периоды эвакуацией было занято почти половина вагонного парка страны. Эвакуация проходила в 2 этапа. Первый в 1941 году из Белоруссии, Украины, Прибалтики, Ленинграда, Москвы. Второй в 1942 году из южных районов европейской части СССР. Уже в июле — ноябре 1941 года на сотни и тысячи километров в восточные районы СССР было эвакуировано 2593 предприятия (из них 1523 крупных), 18 миллионов рабочих, служащих и членов их семей (из общего числа эвакуированных за всю войну в 25 млн чел.). Многие машиностроительные и металлообрабатывающие заводы, их станки, оснастка, сложное и дорогостоящее оборудование — находились в эти месяцы на колёсах.
Пик эвакуации совпал с напряжённым периодом воинских перевозок, образовав на железных дорогах два мощных грузовых потока, идущих навстречу один другому, при этом погрузка эвакогрузов, вследствие наступления врага и захвата им оборудованных железнодорожных станций, часто шла на не приспособленных участках, а находящиеся вблизи фронта важные железнодорожные узлы и отдельные эшелоны подвергались интенсивным авианалётам и артиллерийским обстрелам.
При эвакуации Ленинграда, до захвата гитлеровскими войсками станции Мга 30 августа 1941 года, было вывезено по железной дороге 636 тыс. человек (282 эшелона), ещё около 500 тыс. жителей было вывезено автотранспортом через Ладогу по «Дороге жизни» после постановления ГКО от 22 января 1942 года, при этом до и после переправы использовался железнодорожный транспорт.
Эвакуация Москвы началась после совещания в Кремле 16 октября 1941 года. В перевозке участвовал весь годный подвижной состав — около 5000 пассажирских, пригородных, крытых грузовых вагонов, а также вагонов метрополитена. За первые 16 часов было отправлено более 100 поездов и вывезено около 150 тыс. человек населения. До 30 ноября были отправлены в тыл основные воинские учреждения, учебные заведения, архивы, ценное имущество и грузы. Всего из города и области эвакуировано 498 предприятий, что потребовало более 80 тысяч вагонов, пока контрнаступление под Москвой избавило от необходимости продолжать эвакуацию.

## Послевоенный период

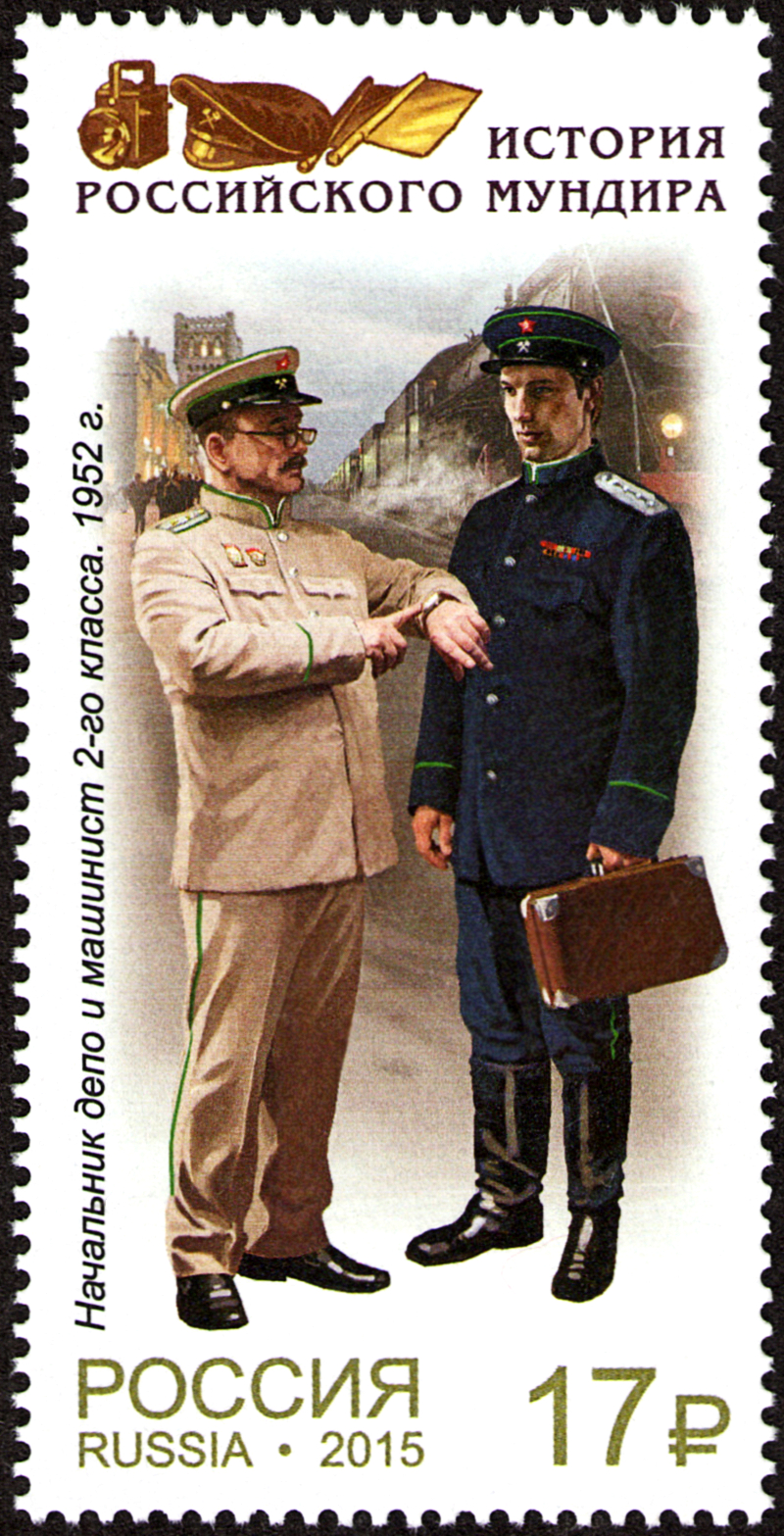
Униформа советских железнодорожников, 1952 год

Из числа крупнейших железнодорожных строек советского периода выделяются Турксиб, Трансполярная магистраль, БАМ. Все крупнейшие дороги были сделаны двухпутными, многие (там, где было экономически целесообразно) электрифицированы. Наибольший вклад в развитие железных дорог СССР внёс Борис Бещев, занимавший пост министра путей сообщения СССР бессменно в течение 29 лет — с 1948 по 1977 год. В этот период осуществлена крупномасштабная реконструкция советского железнодорожного транспорта, перевод железных дорог с паровозной на тепловозную, а затем и электрическую тягу. Проведена замена устаревших рельсов Р-43 на тяжёлые Р-65 и Р-75 с железобетонными шпалами, ручные стрелки заменены на диспетчерскую электроцентрализацию, внедрены автоблокировка, маршрутизация перевозок. С 1956 года впервые в СССР началась укладка бесстыкового пути. В ходе коренной реорганизации второй половины 1950-х годов ранее существовавшие 56 железных дорог СССР преобразованы в 26 крупных магистралей. Союзная сеть железных дорог впервые начала развиваться по комплексному плану. Себестоимость перевозок по железным дорогам в СССР была одной из самых низких среди других видов транспорта.
| Вид транспорта  | Себестоимость (коп. на 10 тонно-километров) |
| --------------- | ------------------------------------------- |
| Морской         | 1,45                                        |
| Железнодорожный | 2,30                                        |
| Речной          | 2,32                                        |
| Автомобильный   | 57,79                                       |

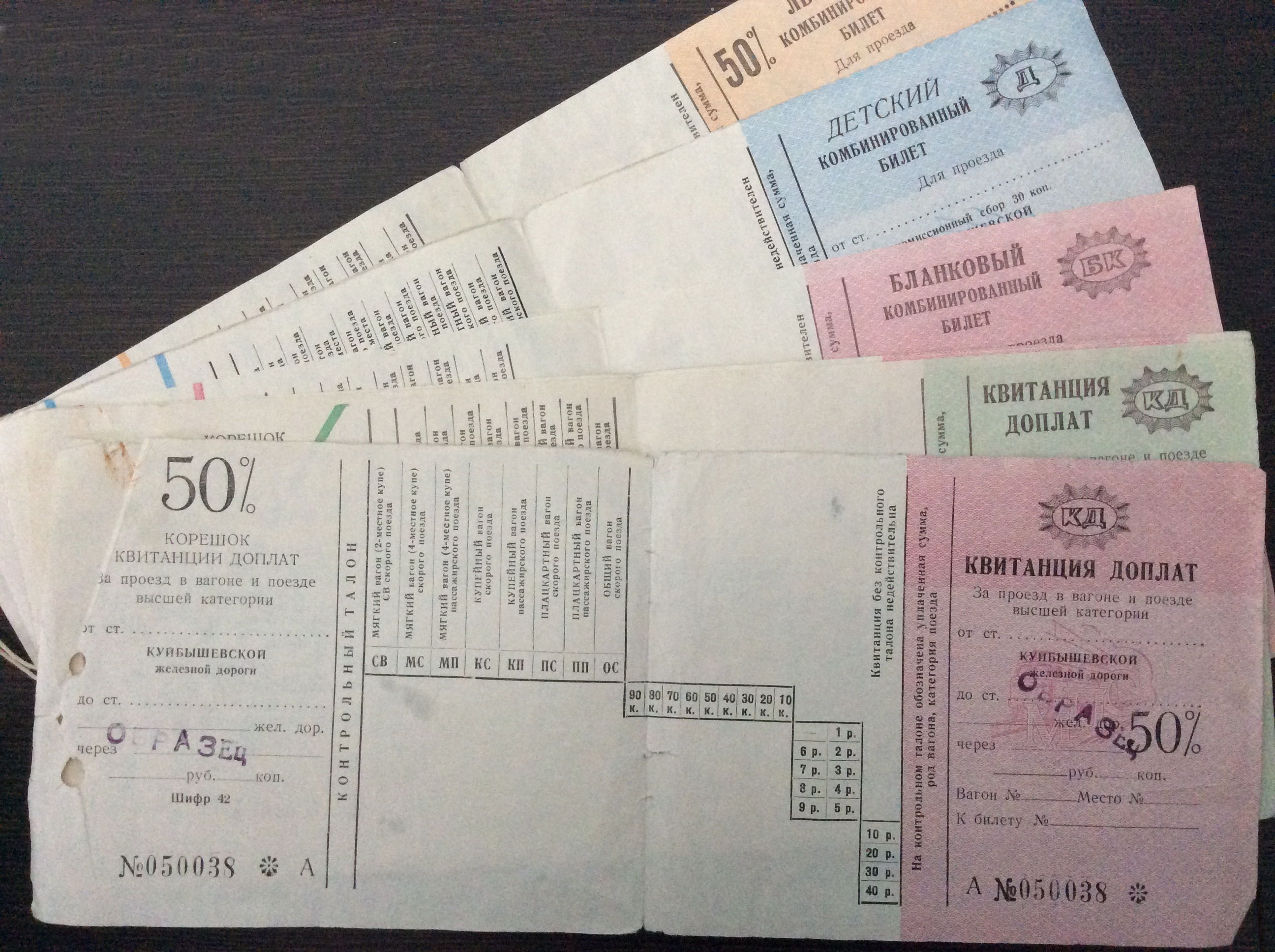
Бланки билетов (1970-е годы)

В ходе кооперации со странами СЭВ в сфере развития железнодорожного транспорта в 1964 году было создано Бюро по эксплуатации общего парка вагонов (в ведении которого находилось 300 тысяч вагонов, платформ и цистерн на территории семи стран СЭВ, выполнявших "внутренние" перевозки пассажиров и грузов между странами СЭВ). В конце 1981 года в СССР и восточноевропейских странах СЭВ была введена в эксплуатацию автоматизированная система управления железнодорожными перевозками (следующим шагом для стран СЭВ планировалось создать единую систему резервирования и продажи железнодорожных билетов).
За 30 послевоенных лет грузооборот железнодорожного транспорта в Советском Союзе вырос в 8 раз и достиг своего максимума в 1988 году.
На основании опыта эксплуатации экспресса ЭР-200 между Москвой и Ленинградом (преодолевавшего расстояние 650 км за 4,5 часа на скорости до 200 км/ч), в начале 1988 года в СССР началось проектирование первой высокоскоростной железнодорожной линии «Центр — Юг» от Москвы до Крыма и Кавказа. Ввод в эксплуатацию линии Москва — Симферополь был запланирован на 1996 год, ввод линии Москва — Кисловодск — в 1999 году.

## Структура железнодорожной сети на 1991 год
К 1991 советская железнодорожная сеть подразделялась на 32 дороги (в скобках указан город управления):
- Азербайджанская железная дорога (Баку)
- Алма-Атинская железная дорога (Алма-Ата)
- Байкало-Амурская железная дорога (Тында)
- Белорусская железная дорога (Минск)
- Восточно-Сибирская железная дорога (Иркутск)
- Горьковская железная дорога (Горький)
- Дальневосточная железная дорога (Хабаровск)
- Донецкая железная дорога (Донецк)
- Забайкальская железная дорога (Чита)
- Закавказская железная дорога (Тбилиси)
- Западно-Казахстанская железная дорога (Актюбинск)
- Западно-Сибирская железная дорога (Новосибирск)
- Кемеровская железная дорога (Кемерово)
- Красноярская железная дорога (Красноярск)
- Куйбышевская железная дорога (Куйбышев)
- Львовская железная дорога (Львов)
- Молдавская железная дорога (Кишинёв)
- Московская железная дорога (Москва)
- Одесская железная дорога (Одесса)
- Октябрьская железная дорога (Ленинград)
- Прибалтийская железная дорога (Рига)
- Приволжская железная дорога (Саратов)
- Приднепровская железная дорога (Днепропетровск)
- Свердловская железная дорога (Свердловск)
- Северная железная дорога (Ярославль)
- Северо-Кавказская железная дорога (Ростов-на-Дону)
- Среднеазиатская железная дорога (Ташкент)
- Целинная железная дорога (Целиноград)
- Юго-Восточная железная дорога (Воронеж)
- Юго-Западная железная дорога (Киев)
- Южная железная дорога (Харьков)
- Южно-Уральская железная дорога (Челябинск)